# Francesca da Rimini (Rachmaninov)
Francesca da Rimini, Op. 25 è un'opera in un atto di Sergej Vasil'evič Rachmaninov, su libretto di Modest Il'ič Čajkovskij.

## Storia della composizione
Rachmaninov iniziò a lavorare alla composizione dell'opera nel 1900, durante un viaggio in Italia, quando scrisse il duetto di Paolo e Francesca. Successivamente ritornò a questo lavoro nel 1904. La prima rappresentazione ebbe luogo al teatro Bol'šoj di Mosca l'11 (24) gennaio 1906, sotto la direzione dello stesso Rachmaninov, nel giorno del debutto di un'altra sua opera, Il cavaliere avaro.
L'organico dell'orchestra era il seguente: 3 flauti (il secondo raddoppiato da un ottavino), 2 oboi, corno inglese, clarinetto, clarinetto basso, 2 fagotti, 4 corni, 2 trombe, 3 tromboni, tuba, timpani, piatti, grancassa, tam-tam, arpa, archi.

## Trama
L'azione si svolge nel secondo cerchio dell'Inferno e nel castello dei Malatesta alla fine del XIII secolo.

### Prologo
All'Inferno, l'ombra di Virgilio mostra a Dante i lussuriosi e la loro eterna punizione. Le ombre di Paolo e Francesca si avvicinano, e la ragazza inizia a raccontare la loro sventurata storia d'amore.

### Scena prima
Nella corte del castello dei Malatesta, Lanciotto sta per andare in guerra. Egli è deforme e sa che sua moglie, Francesca, non lo ama. La donna è stata indotta a sposarlo con l'inganno, essendole stato fatto credere che sarebbe stata moglie del fratello di Lanciotto, Paolo il Bello, per convincerla ad accettare il matrimonio per procura organizzato dalle rispettive famiglie. Lanciotto è roso dal sospetto e vuole tendere un tranello alla moglie e al fratello per sorprenderli nell'adulterio.

### Scena seconda
Paolo e Francesca sono soli, in una stanza del castello. Paolo legge a Francesca la storia di Sir Lancillotto e della regina Ginevra, e dichiara a Francesca il suo amore. La donna inizialmente tenta di resistere, ma poi cede all'amore per Paolo. Improvvisamente entra in scena Lanciotto, tornato anzitempo dalla guerra, che, scoperti i due amanti, li uccide.

### Epilogo
Nel secondo cerchio dell'Inferno, Paolo e Francesca tornano alla loro eterna pena, lasciando Dante e Virgilio ai loro tristi pensieri.